# 松山香織
松山 香織（まつやま かおり、1961年〈昭和36年〉8月10日 - ）は、日本のジャーナリスト。愛知県名古屋市出身。明治大学農学部在学中にオールナイターズ第1期生として、『オールナイトフジ』に出演。大学を卒業後、1985年アナウンサーとして中部日本放送（CBC）入社（同期に重盛啓之、水分貴雅、福島敦子）。「ザ・ベストテン」で東海3県内の中継リポーター（追っかけウーマン）を担当。1991年退社後はフリーアナウンサーとなり、セント・フォースへ所属。テロリズムや都市交通問題、セクシャリティーなどの取材、講演を続けた。現在はマネジメント業務を解消したため、セント・フォースの公式サイトからプロフィールが削除されており、近年メディアへの出演はしていない。

## テレビ出演
CBCテレビアナウンサー時代
- CBCニュースワイド（CBCテレビ）1985年10月〜1987年3月
- ザ・ベストテン（東海地区担当リポーター（”追っかけウーマン”）（TBS）
- 誘われタイム24時（CBCテレビ）
- 松山香織のニューウェーブ（CBCテレビ）

フリー時代
- ワールドニュースアワー（NHK BS1）

| 期間         | 期間          | 番組名                                    | 役職       |
| ------------ | ------------- | ----------------------------------------- | ---------- |
| 1991年4月1日 | 1992年3月27日 | キャッチ（日本テレビ）                    | 司会       |
| 1992年4月5日 | 1994年3月27日 | 報道2001（フジテレビ）                    | 司会       |
| 1994年4月1日 | 1997年3月28日 | FNNスーパータイム【平日版】（フジテレビ） | キャスター |
| 1997年4月5日 | 1998年3月29日 | ニュースJAPAN WEEKEND（フジテレビ）       | キャスター |

## 映画出演
- バブルへGO!! タイムマシンはドラム式 - 2007年2月10日公開（本人役劇中劇出演）